# Santi Cosma e Damiano (Italie)
Pour les articles homonymes, voir Santi Cosma e Damiano.
Santi Cosma e Damiano est une commune italienne de la province de Latina dans la région Latium en Italie.

## Administration
| Période                                  | Période | Identité | Étiquette | Qualité |
| ---------------------------------------- | ------- | -------- | --------- | ------- |
|                                          |         |          |           |         |
| Les données manquantes sont à compléter. |         |          |           |         |

### Hameaux
- Ventosa

### Communes limitrophes
Castelforte, Minturno, Coreno Ausonio, Sessa Aurunca